# فدرالية مزدوجة
الفدرالية المزدوجة، والتي تُعرف كذلك باسم فدرالية كعكة الطبقات، أو السيادة المقسمة، هي صيغة سياسية يُلجأ فيها إلى تقاسُم السلطات بين الحكومة الفدرالية وحكومات الولايات بشروط واضحة المعالم، إذ تمارس حكومات الولايات السلطاتِ الممنوحة لها دون أيّ تدخل من الحكومة الفدرالية. وتُعرّف الفدرالية المزدوجة بوصفها نقيضًا للفدرالية التعاونية ("فدرالية الكعكة المرخّمة")، والتي تتعاون بموجبها الحكومة الفدرالية وحكومات الولايات في السياسة.

## الولايات المتحدة الأمريكية

### الأساس الدستوري
يُعتبر نظام الفدرالية المزدوجة/المشتركة في الولايات المتحدة نتيجةً لرد الفعل العنيف المعارض لوثائق الكونفدرالية، التي اعتُمدت في العام 1781، والتي أسست حكومة فدرالية شديدة الضعف ذات صلاحيات تخوّلها إعلان الحرب، وعقد المعاهدات، وإدارة الجيش. بسبب عدّة عوامل مثل تمرد شايز، وتعثُّر الاقتصاد نتيجة لعجز الحكومة الفدرالية عن سداد ديون الثورة الأمريكية، حشدت مجموعة عُرفت لاحقًا باسم الفيدراليين الدعمَ لحكومة مركزية ذات سطوة، ودعت إلى الاجتماع الدستوري في العام 1787 لإعادة النظر في وثائق الكونفدرالية.
في العام 1787، تخلّى الاجتماع الدستوري مباشرةً عن الهدف الأصلي من انعقاده والمتمثل في تعديل وثائق الكونفدرالية، ووضع بدلًا من ذلك دستورًا جديدًا للولايات المتحدة. بعد رفض الأنظمة الكونفدرالية والدولة المركزية، أنشأ المجتمِعون الحكومة الأمريكية الجديدة على أُسس نظرية جديدة للفدرالية، تمثّلت في نظام للسيادة المشتركة يُوكِل بعض الصلاحيات للحكومة الفدرالية ويُبقي الصلاحيات الأخرى للولايات. من بين الصلاحيات الجديدة، خُوّلت الحكومة الفدرالية بفرض الضرائب على المواطنين وإدارة جيش دائم، واضطلعت بسلطة حصرية لتنظيم التجارة بين الولايات، وصك العملة. إضافة إلى ما تقدّم، نصت المادة السادسة من الدستور على أن القانون الفيدرالي -في سبيل تحقيق الأهداف المحددة دستوريًا- يتجاوز أيما قانون ولاية يناقضه، ومع ذلك فإن صلاحيات الحكومة الفدرالية تخضع للمراقبة بموجب وثيقة حقوق الولايات المتحدة –وخصيصًا التعديل العاشر لدستور الولايات المتحدة، والذي حدّد صلاحيات الحكومة الفدرالية بتلك المنصوص عليها في الدستور فحسب.
من ناحية أهم، فقد دار في الاجتماع الدستوري نقاش واسع النطاق بخصوص هيكلية الكونغرس الأمريكي، والذي بُتّ فيه في نهاية المطاف عبر ما سُمّي تسوية كونيتيكت. وفقًا للتفسير التقليدي في النقاش، فقد اقترحت الولايات الكبرى خطة فيرجينيا، والتي خصصت تمثيلًا لكل ولاية متناسب مع عدد ساكنيها. وانطلاقًا مِن خشيتها استبداد الولايات الأكبر، فقد دعمت الولايات الأصغر حجمًا خطة نيوجيرسي، والتي أعطت كل ولاية تمثيلًا متساويا في الهيئة التشريعية (الكونغرس). فُهمت دوافع الولايات لذلك النقاش على أنها وسيلة لضمان صوت وازنٍ في الحكومة الفدرالية بهدف الحفاظ على المستوى المطلوب من السيادة. إضافة إلى ذلك، فقد نظر أستاذ العلوم السياسية مارتن دياموند إلى النقاش من زاوية الفدرالية مقابل المعاداة للفدرالية، مستبعدًا بذلك مسألة أحجام الولايات. وعلى وجه الخصوص، يرى دايموند أن الفدرالية الصرفة ضمن خطة نيوجيرسي والوطنية الصرفة ضمن خطة فيرجينيا التقتا في آخر الأمر لتأسيس نظام برلمان المجلسَين الذي أقرّه واضعو الدستور. بالرغم من ذلك، فإن نظريته تتناقض بدرجة كبيرة مع الفهم السائد، والذي يرى البعض أنه يقوم على أدلة تاريخية أقوى.